# Мара Таборска
Мара (Марија) Таборска (чеш. Marie Táborská; Праг, 12. децембар 1879 — Карлобаг, 4. септембар 1969) била је југословенска глумица чешког порекла.

## Биографија
Године 1902. завршила је драмску школу код чувене чешке глумице Отилије Скленарове-Мале у Прагу. Први пут наступила је 1903. у Камерном театру на Смихољу. До 1906. године глумила у Винохрадском театру у Прагу. Године 1906. напушта Чешку и током једне позоришне сезоне наступа у Народном гледалишчу у Љубљани (1906-07), да би већ следеће сезоне (1907–08) наступала у Хрватском народном казалишту у Осијеку. Од 1909. године наступа у Народном позоришту у Београду.

## Улоге
Током глумачке каријере интерпретирала је велике драмске улоге у класичном и модерном репертоару, какве су: Офелија (Шекспир, "Хамлет"), Титанија (Шекспир, "Сан летње ноћи"), Оливија (Шекспир, "На Три краља"), затим Амалија (Шилер, "Разбојници"), Федора (Сарду, Федора), Нора (Ибзен, Нора), затим Мајка и Анђелија (Војновић, Смрт мајке Југовића) и др.
По завршетку Другог светског рата београдско Народно позориште поново је отворило своја врата публици у ослобођеном Београду 22. децембра 1944. године. На репертоару је била представа на тему другог светског рата „Најезда”, познатог совјетског писца Леонида Леонова. Језгро ансамбла су чинили чланови Казалишта народног ослобођења при Врховном штабу, који су, као партизанско позориште, деловали међу борцима на ослобођеној територији, као и старија генерација глумаца која није била у партизанима. Међу њима је била и највећа жива глумица романтичног периода са краја 19. века Мара Таборска.

## Филмографија
Мара Таборска снимила глумила је, у периоду од 1948. до 1951. године, у 3 играна филма:
- Дечак Мита (1951)
- Прича о фабрици (1949) - Тета
- Софка (1948) - Стана

## Сећања
У знак сећања на њу једна улица у Београду, у Малом мокром лугу (на општини Звездара), носи назив Улица Маре Таборске.